# Patricia Krenwinkel
Patricia Krenwinkel (* 3. prosince 1947) je americká vražedkyně. V roce 1967 se seznámila s Charlesem Mansonem. V srpnu 1969 se účastnila akce, při níž byla zavražděna herečka Sharon Tate a další lidé, kteří se v té době nacházeli v domě 10050 Cielo Drive. Následujícího dne se rovněž podílela na vraždě Lena a Rosemary LaBiancových. Dne 29. března 1971 byla odsouzena k trestu smrti, který byl zanedlouho v Kalifornii zrušen a automaticky změněn na doživotí. Později několikrát žádala o propuštění, ale nedosáhla úspěchu. Je nejdéle vězněnou ženou v kalifornském trestním systému.